# 小谷の蟻の問題

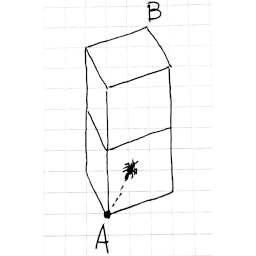
図1：小谷の蟻の問題

小谷の蟻の問題（こたにのありのもんだい、Kotani's Ant Problem）は、計算機科学者でパズル愛好家の小谷善行が考案した数理パズル問題である。

## 概要
次のような問題である。「立方体を2個つなげた形をしたブロックの、ある頂点に蟻がいる。蟻はブロックの表面を歩いて移動することしかできない（図1）。ブロックの表面で、蟻がたどりつくのに最も遠い地点はどこか?」

## 解のヒント
直感的に、反対側の頂点だと思うかもしれない。それは正しいだろうか？　もし、ブロックが1×1×2ではなく、1×1×1であれば、あきらかに反対側の頂点が最も遠い。わかりやすくするためには展開図を使えばよい。仮に1×1×1だった場合の展開図を考えると図2のようになる。
左下が、蟻が最初にいる点である。展開したために、立体のひとつの頂点が複数の点に対応している（同じ記号を付してある）。1×1×1の時に、最も遠い場所が反対側の頂点であることは、左下から対応する点までを半径とした円の中に、他の点が全て入ることから確認できる。1×1×2の時はどうだろうか。最も遠い点を定規とコンパスによる作図で指し示すことはできるか、あるいは座標で指し示すことはできるか？

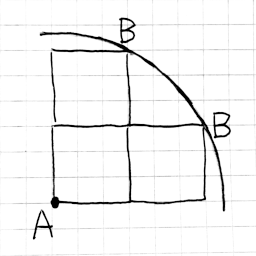
図2：ヒント、1×1×1の展開図

## 発展問題
ドナルド・クヌースは、これを発展させ、ブロックの表面をたどった場合に最も遠い同士となる点の組を見つけよ、という問題を提案した（この2点間の距離は、一般に径と言われるものである）。その他の発展問題がある［Parker］。